# Jorrit Dijkstra
Jorrit Dijkstra (* 1966 in Eindhoven) ist ein niederländischer Jazz-und Improvisationsmusiker (Saxophon, Crackle Box, Komposition).

## Leben und Wirken
Dijkstra studierte Improvisation und Komposition an der Amsterdamse Hogeschool voor de Kunsten bei Misha Mengelberg, Steve Coleman, Steve Lacy und Lee Hyla. Seit 1985 war er in der Amsterdamer Jazz-Szene aktiv. Er arbeitete mit mehreren eigenen Bands: dem Trio Jorrit Dijkstra (von 1990 bis 1997), zu dem der Perkussionist Steve Argüelles und der Bassist Mischa Kool gehörten und mit dem er drei CD einspielte, dem Elektroakustik-Trio Tone Dialing mit Paul Pallesen und Steve Heather sowie der in der Folge des Glasgow Jazz Festival 1995 gegründeten Gruppe Drones in the Bones mit Paul Pallesen, Joost Buis, Tom und Phil Bancroft und Simon Thoumire, die sich einem Mix aus Folk-Musik und Jazz verschrieben hatte. Außerdem gehörte er der kanadischen Gruppe Talking Pictures an (neben Bandgründer Ron Samworth, Bill Clark, Peggy Lee und Dylan van der Schyff). Daneben arbeitete er u. a. mit Anthony Braxton, Gerry Hemingway, Marty Ehrlich, Eckard Koltermann, Herb Robertson, Frans Vermeerssen, Jim Black, Barre Phillips,  Marc Ducret, Willem Breuker, Maurice Horsthuis, Jaap Blonk, John Butcher und Thomas Lehn.
1998 zog Dijkstra nach Boston, wo er am New England Conservatory studierte. Er arbeitete dort u. a. mit Curt Newton, Chris Allen, James Coleman, Charlie Kohlhase und Andrew Neumann. In Amsterdam leitete er die Band Sound-Lee!, der Guus Janssen, Raoul van der Weide und Wim Janssen angehören. In Boston leitete er Combos und das großformatige Ensemble Bathysphere. Seit langen Jahren spielt er auch im Duo mit John Hollenbeck und mit Jeb Bishop. In seinem Sextett The Whammies Play the Music of Steve Lacy erforschte er mit Improvisatoren aus Boston und Amsterdam das Werk von Steve Lacy; dieses Projekt hat zu drei CD-Veröffentlichungen und mehreren Tourneen durch Europa und Nordamerika geführt.
Sowohl als Interpret als auch als Komponist bewegt sich Dijkstra zwischen Cool Jazz, freier Improvisation und elektronischem Minimalismus. Pillow Circles wurde vom North Sea Jazz Festival 2009 in Auftrag gegeben und bringt acht Improvisatoren in einer Klangwelt zwischen Indie-Gitarrenrock und Free Jazz zusammen. Sein aktuelles Projekt Music for Reeds and Electronics erforscht die klanglichen Möglichkeiten von Rohrblatt- und Elektronikspielern in verschiedenen Improvisationsgemeinschaften in Nordamerika und Europa.
Dijkstra, der am Konservatorium in Arnhem lehrte, ist inzwischen als Professor an der Berklee College of Music und am New England Conservatory in Boston tätig.

## Diskographische Hinweise
- Trio Jorrit Dijkstra & Benoît Delbecq: European Echoes (1997, mit Mischa Kool, Steve Argüelles)
- Talking Pictures & Jorrit Dijkstra: Humming (2000)
- 30 micro-stems (2002)
- Mosaic: Yes! (2002, mit Oene van Geel, Wiek Hijmans, David Kweksilber)
- Sound-Lee! Plays the music of Lee Konitz (2003)
- Bite the Gnatze: Wilde dans in een afgelegen berghut (2003, mit Alan Gunga Purves, Joost Buis, Meinrad Kneer, Michel Duijves, Paul Pallesen)
- Jorrit Dijkstra & John Hollenbeck: Sequence (2006)
- Pillow Circles (2010, mit Jeb Bishop, Tony Malaby, Oene van Geel, Paul Pallesen, Raphael Vanoli, Jason Roebke, Frank Rosaly)
- The Whammies The Music of Steve Lacy (2012, mit Jeb Bishop, Mary Oliver, Pandelis Karayorgis, Nate McBride, Han Bennink)
- Bathysphere (2015)
- Jorrit Dijkstra, Jeb Bishop, Pandelis Karayorgis, Nate McBride: Cutout (2020)
- Jorrit Dijkstra, Jeb Bishop, Alonso López Valdés und Gibrán Andrade: Multa (2021)
- Dijkstra/Epps/Caloia/Hollenbeck: In Montreal (2021, mit Ellwood Epps, Nicolas Caloia, John Hollenbeck)
- Jorrit Dijkstra, François Houle, Karlis Silins, Kenton Loewen: Coastlines: Music of Steve Lacy Vol. 1: Quartets (2023)
- PorchBone (2024, mit Jeb Bishop, Michael Prentky, Bill Lowe, Nate McBride, Eric Rosenthal)